# Ulmet (okręg Buzău)
Ulmet – wieś w Rumunii, w okręgu Buzău, w gminie Bozioru. W 2011 roku liczyła 90 mieszkańców.